# Jean Absil
Jean Absil, född 23 maj 1893, död 2 februari 1974, var en belgisk modernistisk kompositör, organist, och professor vid Musikkonservatoriet i Bryssel.

## Biografi
Absil föddes i Hainaut i Belgien. Han studerade till en början orgelspel och harmonilära vid Musikkonservatoriet i Bryssel, men beslöt efter examen att inrikta sig på komposition. 1934 vann en av hans kompositioner Prix Rubens, vilket möjliggjorde en resa till Paris, där han mötte samtida komponister som Jacques Ibert, Darius Milhaud och Arthur Honneger. Absil gjorde sig ett namn internationellt med uruppförandet av sin första pianokonsert, op. 30 Från 1930 undervisade Absil i harmonilära vid Brysselkonservatoriet, och blev professor i Fuga där 6 år senare. Han undervisade även vid Chapelle Musicale Reine Elisabeth och Etterbeek Music School. 1955 invaldes han i Belgiska Musikaliska Akademien. Han avled i Uccle i Bryssel 1974 i en ålder av 80 år.

## Musik

### Viktigare verk
Jean Absil var själv en skicklig pianist, och som sådan har han levererat ett omfattande bidrag till repertoaren för instrumentet. Bland de viktigare pianoverken kan nämnas hans tre sonatiner (komponerade 1937,1939 och 1965) samt två Grand Suites, den första (op. 110, komponerad 1965) tillägnad Frederic Chopin. Ytterligare två stycken tillägnade stora pianistiska och kompositoriska förebilder är Hommage a Robert Schumann från 1946 och Passacaglia in Memoriam Alban Berg från 1957, även dessa för piano. Ballade op. 129, för piano spelas enbart med vänster hand, och 3 Pièces är för pianistens högerhand.
Absil komponerade en cykel om fem symfonier, där den första tillkom i hans 27:e levnadsår, under hans tid som elev till Paul Gilson. Den första symfonien förlänades Prix Agniez 1921. Han tilldelades även priset Belgium Prix de Rome, Hans sista fullbordade komposition blev den tredje pianokonserten op. 162.

### Stil
Inledningsvis var Absil märkbart influerad av den senromantiska skolan, i synnerhet Richard Wagner och Richard Strauss. Omkring tiden för vistelsen i Paris 1934 började han en svängning mot en mer modernistisk stil. Detta involverade det utökade begagnandet av polyfoni och polytonala strukturer, i efterföljd av samtida föregångare som Darius Milhaud och Arnold Schönberg.

## Verk (i urval)

### Symfoniska verk
- Symfoni nr. 1, op. 1 (1920)
- Symfoni nr. 2
- Symfoni nr. 3
- Symfoni nr. 4
- Symfoni nr. 5

### Solokonserter
- Pianokonsert nr. 3, op. 162

### Instrumentalmusik
- 3 sonatiner för piano (1937, 1939, 1965)
- 3 Pièces, för piano (höger hand)
- Hommage á Schumann, för piano (1946)
- Passacaglia in Memoriam Alban Berg, för piano (1957)
- Grand Suite (à Frederic Chopin) op. 110, för piano (1965)
- Ballade op. 129, för piano (vänster hand)

### Vokalmusik
- L'Album a colorier. Kantat i åtta delar för tvåstämmig barnkör och orkester
- Alcools, för fyrstämmig blandad kör a cappella, till texter av Guillaume Apollinaire
- A cloche-pied, för barnkör till texter av Maurice Carême
- Bestiaire, fem små stycken för blandad vokalkvartett a cappella, till texter av Guillaume Apollinaire
- Chansons plaisantes, för tvåstämmig barnkör med eller utan piano
- Le chant à l'école, fyra satser för unison kör med eller utan ackompanjemang av piano
- Cinq chansons för två lika röster med eller utan ackompanjemang av piano, till texter av Paul Fort
- Le cirque volant, kantat i åtta delar till texter av E. de Sadeleer för tvåstämmig barnkör och

recitation, med eller utan ackompanjemang
- Colindas (Julsånger) inspirerade av rumänsk folkmusik
- Voici le grand jour för trestämmig blandad kör
- Petites polyphonies för två lika röster a cappella
- six poèmes av Maurice Carême, för tre lika röster a cappella
- Zoo, sju stycken för blandad fyrstämmig kör a cappella, till texter av Jean Sasse